# Ryōya Morishita
Ryōya Morishita (jap. 森下 龍矢 Morishita Ryōya; ur. 11 kwietnia 1997 w Kakegawie) – japoński piłkarz występujący na pozycji pomocnika w polskim klubie Legia Warszawa oraz w reprezentacji Japonii.

## Kariera klubowa

### Nagoya Grampus
Z Nagoya Grampus triumfował w rozgrywkach o Puchar Ligi Japońskiej (2021).

### Legia Warszawa
9 stycznia 2024 Morishita został wypożyczony z Nagoya Grampus do Legii Warszawa, na rok z opcją pierwokupu. 9 lutego 2024 zadebiutował w klubie, zmieniając w 64. minucie Patryka Kuna w wygranym 1:0 ligowym meczu przeciwko Ruchowi Chorzów. W lutym wystąpił w dwumeczu fazy play-off Ligi Konferencji Europy przeciwko Molde FK.
8 sierpnia 2024 roku strzelił pierwszego gola w barwach Legii Warszawa. Japończyk ustalił wynik wyjazdowego meczu 3. rundy eliminacji Ligi Konferencji z Brøndby IF, finalizując zagranie Blaža Kramera na dalszy słupek. Był to 20. mecz Morishity w barwach Legii Warszawa. 17 grudnia 2024 Legia wykupiła Japończyka, wiążąc się z nim kontraktem do końca maja 2028.

## Kariera reprezentacyjna
15 czerwca 2023 Morishita zadebiutował w reprezentacji Japonii w wygranym 6:0 towarzyskim meczu przeciwko Salwadorowi, w którym zagrał 90 minut. 10 czerwca 2025 zdobył pierwszą bramkę w drużynie narodowej w spotkaniu z Indonezją (6:0) w kwalifikacjach Mistrzostw Świata 2026.

### Bramki w reprezentacji
| Lp. | Data            | Miejsce                        | Przeciwnik | Bramka | Rezultat | Ranga meczu                       |
| --- | --------------- | ------------------------------ | ---------- | ------ | -------- | --------------------------------- |
| 1.  | 10 czerwca 2025 | Panasonic Stadium Suita, Suita | Indonezja  | 4:0    | 6:0      | Eliminacje Mistrzostw Świata 2026 |

## Sukcesy

### Zespołowe
Nagoya Grampus
- Puchar Ligi: 2021[13]

Legia Warszawa
- Puchar Polski: 2024/25[14]

- Superpuchar Polski:  2025[15]

### Indywidualne
- król strzelców Pucharu Polski: 2024/25[13][16]

## Statystyki

### Klubowe
Aktualne na dzień 10 czerwca 2025
| Klub              | Sezon             | Liga              | Liga  | Liga | Puchar kraju | Puchar kraju | Puchar ligi | Puchar ligi | Kontynentalne | Kontynentalne | Inne  | Inne | Razem | Razem |
| Klub              | Sezon             | Liga              | Mecze | Gole | Mecze        | Gole         | Mecze       | Gole        | Mecze         | Gole          | Mecze | Gole | Mecze | Gole  |
| ----------------- | ----------------- | ----------------- | ----- | ---- | ------------ | ------------ | ----------- | ----------- | ------------- | ------------- | ----- | ---- | ----- | ----- |
| Meiji University  | 2019              | —                 | —     | —    | 1            | 1            | 0           | 0           | —             | —             | —     | —    | 1     | 1     |
| Sagan Tosu        | 2020              | J1 League         | 33    | 3    | —            | —            | 1           | 0           | —             | —             | —     | —    | 34    | 3     |
| Nagoya Grampus    | 2021              | J1 League         | 22    | 0    | 4            | 0            | 5           | 0           | 7             | 0             | —     | —    | 38    | 0     |
| Nagoya Grampus    | 2022              | J1 League         | 32    | 1    | 2            | 0            | 8           | 1           | —             | —             | —     | —    | 42    | 1     |
| Nagoya Grampus    | 2023              | J1 League         | 33    | 4    | 4            | 0            | 5           | 1           | —             | —             | —     | —    | 42    | 5     |
| Nagoya Grampus    | Ogółem            | Ogółem            | 87    | 5    | 10           | 0            | 18          | 2           | 7             | 0             | 0     | 0    | 122   | 7     |
| Legia Warszawa    | 2023/2024         | Ekstraklasa       | 13    | 0    | —            | —            | —           | —           | 2             | 0             | —     | —    | 15    | 0     |
| Legia Warszawa    | 2024/2025         | Ekstraklasa       | 31    | 6    | 5            | 3            | —           | —           | 15            | 4             | —     | —    | 51    | 13    |
| Legia Warszawa    | Ogółem            | Ogółem            | 44    | 6    | 5            | 3            | 0           | 0           | 17            | 4             | 0     | 0    | 66    | 13    |
| Ogółem w karierze | Ogółem w karierze | Ogółem w karierze | 164   | 14   | 16           | 4            | 19          | 2           | 24            | 4             | 0     | 0    | 223   | 24    |

### Reprezentacyjne
| Reprezentacja | Rok    | Mecze | Bramki |
| ------------- | ------ | ----- | ------ |
| Japonia       |        |       |        |
| 2023          | 1      | 0     |        |
| 2024          | 1      | 0     |        |
| 2025          | 1      | 1     |        |
| Ogółem        | Ogółem | 3     | 1      |